# Боровиця (Черкаський район)
Борови́ця — село Черкаського району Черкаської області в Україні, підпорядковане Сагунівській сільській громаді. Населення — 1909 осіб (2823 у 1972 році).
Село розташоване на березі Кременчуцького водосховища, що омиває його північно-східну частину, за 28 км на північний захід від міста Чигирин. Дорога проходить автошляхом Р10. На північному заході межує з селом Топилівка, на південному сході з селом Тіньки та на південному заході з селом Трушівці.

## Населення

### Мовний склад
Рідна мова населення за даними перепису 2001 року:
| Мова       | Чисельність, осіб | Доля     |
| ---------- | ----------------- | -------- |
| Українська | 1 873             | 98,11 %  |
| Російська  | 35                | 1,83 %   |
| Інше       | 1                 | 0,06 %   |
| Разом      | 1 909             | 100,00 % |

## Історія
На території села виявлено поселення епохи бронзи та скіфської пори.

### XVIIст.
Перші відомості про Боровицю належать до початку ХІІІ століття. У документах вона іменується містечком. Як слободу засновано в 1613 році на землях Польської корони в Черкаському старостві. Розташована на рукаві Дніпра річці Гречанці та на її притоці річці Боровиці. Містечко губилося у густому бору. Звідси напевно і одержало свою назву.
Мешканці Боровиці впродовж 20 років від дня заселення не відбували феодальних повинностей. Населення зростало за рахунок селян-утікачів. 1616 року в Боровиці було 50 хат «послушних» і 100 козацьких. Крім сторожової служби, жителі займались рільництвом, рибальством, чумацтвом, мисливством.
Містечко відігравало помітну роль у визвольній боротьбі. В роки розгортання антифеодального руху на Наддніпрянщині, що набрав великого розмаху в першій чверті XVII ст., багато жителів Боровиці переходило із «послушних» у козаки, не визнаючи жодних прав феодала на їх долю. Разом з козаками вони взяти активну участь у селянсько-козацьких повстаннях 30-х років XVII сторіччя.
Перші відомості про поселення на даній території знаходимо на мапах французького інженера Гійома Левассера де Боплана.
- 1648 — лат. Borowika[5]
- 1660 — лат. Borowica[6]
- 1745 — староцерк.-слов. Боровицкъ.

У липні 1637 року запоріжці, очолені гетьманом нереєстрових козаків Павлюком (Павлом Бутом), вступили до Боровиці, і її мешканці приєднались до них. 2 серпня цього ж року двотисячний козацький загін на чолі з полковниками К.Скиданом і С.Биховцем напав на головну квартиру реєстрового козацтва — м.Переяслав — і, захопивши його керівництво — старшого реєстру С.Кононовича, військового писаря Ф.Онушкевича та багатьох інших старшин, — повернувся до Боровиці. На ухвалу козацької ради заарештовану козацьку старшину було розстріляно у містечку, як зрадників. 17 грудня, у розпалі бою під Кумейками, двотисячний загін на чолі з Павлюком і Скиданом відійшов на південь, у район Чигирина. Звідти Скидан рушив на Запоріжжя, щоб підготувати нові сили для продовження боротьби. Павлюк залишився в Боровиці для прикриття Скиданового відходу. Під Кумейками козаки і селяни зазнали поразки. В ніч на 18 грудня основне повстанське військо, кероване Д.Гунею, відступило і об'єдналось в Боровиці з загонами Павлюка. Сюди ж прибуло і кілька селянсько-козацьких загонів, що стояли в Черкасах. 19 грудня авангард шляхти почав облогу Боровиці. Довідавшись про перебування Павлюка в Боровиці, коронний гетьман М.Потоцький 20 грудня прибув туди сам з основними силами. Польська артилерія невпинно вела гарматний обстріл оточеного козацького табору. Боровиця горіла, не вистачало води, їжі, однак захисники чинили опір. Проте сили були не рівні і на козацькій раді під Боровицею 24 грудня полковники і військовий писар війська Запорізького Б.Хмельницький підписали вимушену угоду.
Сьогодні про події 1637 року нагадують Павлюків канал за селом, «Павлюкова могила», біля ЗАТ «Боровицьке», яку, згідно легенди, козаки наносили своїми шапками в пам'ять про загибель Павлюка, та рештки козацьких укріплень, споруджених під керівництвом Павлюка.
З середини XVII ст. Боровиця була сотенним містечком Чигиринського полку, на чолі якого стояв Іван Проскуренко.
За Андрусівським миром 1667 р. Боровиця відійшла до Польщі. Під час наступної війни між Росією та Польщею Боровиця була зруйнована поляками.
За «Вічним миром» 1686 р. містечко перебувало в нейтральній незаселеній зоні між Росією та Польщею.

### XVIIIст.

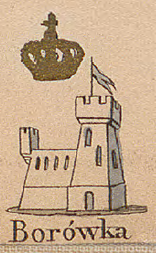
Боровиця на мапі Зигмунда Герстмана

Після Прутського миру 1711 року Боровиця відійшла до Польщі.
Жителі села активно брали участь у гайдамацькому русі. У грудні 1736 року польське каральне військо натрапило тут на гайдамацького ватагу Медведя. Після запеклої сутички, повстанцям вдалося вирватися з оточення.
Містечко починає економічно занепадати. Так 1741 року у Боровиці було 170 дворів, а через 20 років залишилося 109. В 60-х роках Боровиця стала селом.
Влітку 1768 року на Правобережжі спалахнуло повстання Коліївщина, яке не обійшло і Боровицю. В селі було ліквідовано шляхетську владу та створено своє самоврядування. В той час великою популярністю серед населення Черкащини користувався уродженець Боровиці Семен Неживий. Навесні 1768 року він очолив загін гайдамаків, що діяв у районі Сміли, Медведівки, Канева, Чигирина.
Після другого поділу Польщі (1793) вона увійшла до складу Росії (Чигиринський повіт Брацлавського намісництва).

### XIXст.

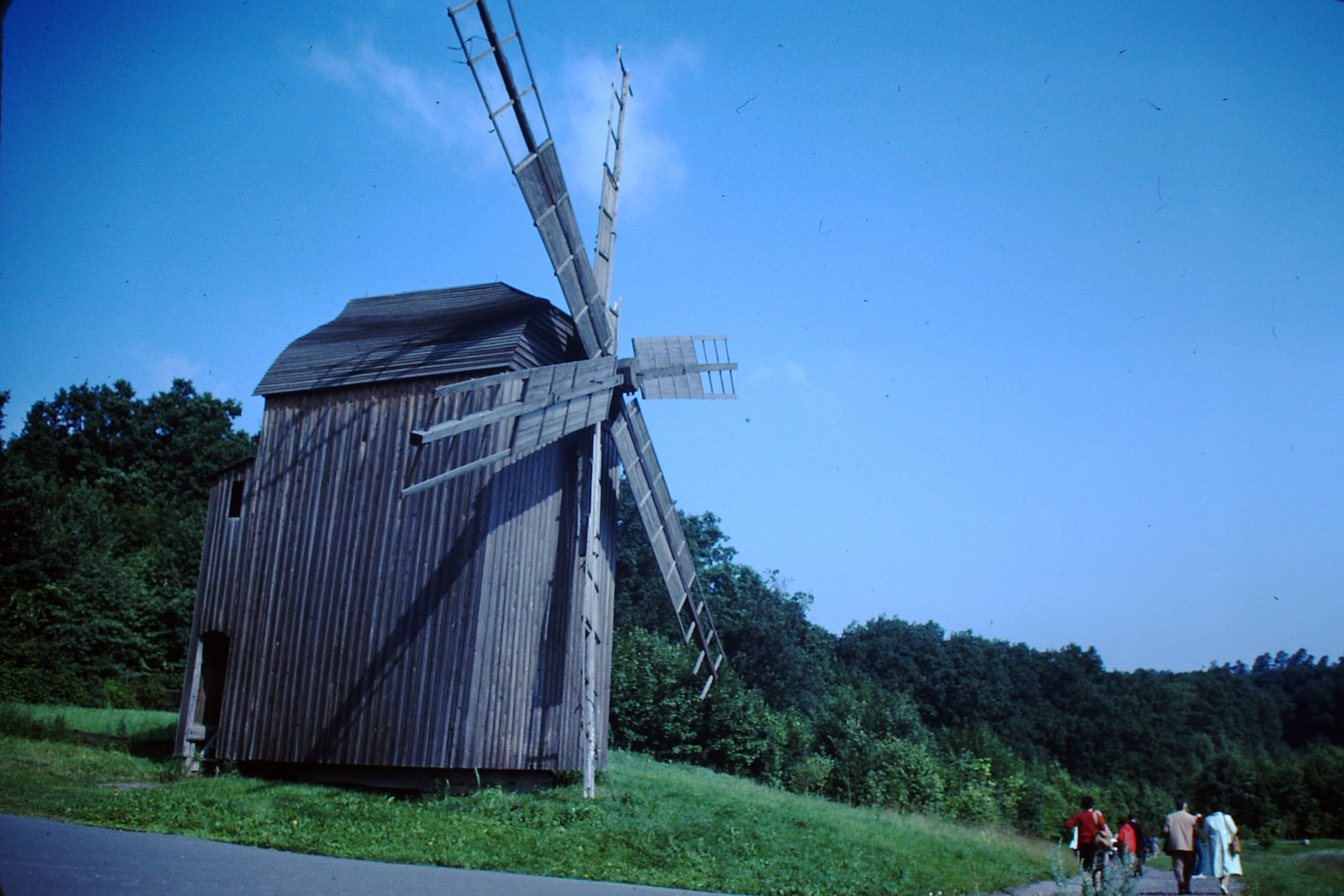
Вітряний млин з Боровиці перевезений до Музею народної архітектури та побуту України

На 1808 рік в Боровиці проживало 1684 чоловіка. Спершу мешканці села були приписані до Чигиринського, а згодом Боровицького казенного маєтку.
В 1842 році у селі відкрито початкову парафіяльну школу, де навчалось 40 хлопчиків до десятирічного віку.
За люстрацією 1844 року 234 господарства державних селян Боровиці відробляли 2544 тяглових і 2256 піших днів панщини та 1320 тяглових і 1140 піших днів шарварку. Піші, не забезпечені тяглом, селяни становили майже половину населення. Так, із 234 господарств 37 мали по 4 воли, 7 — по три, 61 — по два, 24 — по одному і 105 були піші.
Під час ліквідації кріпацтва царським указом від 16 серпня 1863 року державних селян Боровиці переведено до розряду селян-власників, з можливістю викупити свої наділи протягом 49-ти років.
В ході переобліку та межування земель, кріпосники вдалися до нарахувань, які значно перевищували справжню ціну наділів. Селян примушували викуповувати піски, болота, пасовиська, що вже 1875 року викликало масові обурення і відмови платити будь-які державні податки. На всій Чигиринщині вимагали загального переділу землі з розрахунку 5 десятин на душу.
26 березня 1876 року до Боровицької волосної управи зібралося понад 300 селян. 60 чоловік, зайшовши до приміщення, заявили протест проти люстраційних актів, відібрали печатку та папери у старшини й розігнали волосне управління. П'ять днів волость залишалася без влади. Керівниками заворушень були Степан Корженко, Микола та Андрій Чигирики, Тиміш Бордуніс, Прохор Костенко, Трохим Йосипенко, Ілля Слюсь, Хтодось Дяченко та Юхим Жадан. Влада перекинула в район Чигирина каральні війська. До Боровиці вступив 4-й батальйон Ризького драгунського полку і придушив виступи.
Жителі Боровиці також брали активну участь у Чигиринській змові, що була організована «Таємною дружиною» у 1877 році. Після розкриття змови, керівника у Боровиці Михайла Гудзя було засуджено на 12 років каторжних робіт, звідки він не повернувся, а другого активного керівника організації у Боровиці Прокопа Ширицю вислали на далеку північ.
Розташоване на чумацькому шляху, село у XIX ст, як і раніше було одним із значних осередків чумацтва в Україні. Чумацькі валки вирушали на південь і південний схід — до Криму і на Дон по сіль та рибу. Заможні, маючи свої «дуби» та пороми, сплавляли Дніпром вантажі сільськогосподарських продуктів до Кременчука, Катеринослава, та Олександрівська (Запоріжжя). Бідняки наймитували і при сплаві і при чумакуванні.

### XXст.
В кінці XIX — на початку ХХ ст., пройшло розшарування селян. Так у 1912 році у ста господарств села було менше ніж по десятині землі, в 313 менш ніж по дві десятини, тоді як 24 господарства володіли 340 десятинами кращої землі.
Значного розвитку в селі набули промисли. Найважливішим стало млинарство. В 1900-му році в селі було 4 водяні млини і 31 вітряк, 3 олійниці і крупорушка. Також виготовлялось сукно на ступниках.
У 1909 році в Боровиці відкрито фельдшерський пункт, а згодом і медичну амбулаторію. Боровицький лікувальний центр обслуговував 6 сіл із 20-тисячним населенням.
У роки Першої світової війни більшість чоловіків пішло на фронт. Власті за війну реквізувала коней, селянські господарства убожіли і розпадалися.

#### Радянська доба
Радянська влада була встановлена 1922 року у Боровиці та у більшості сіл Чигиринщини, після жорстокого придушення повстання Холодноярської Республіки, яка не визнавала комуністичних та імперіалістичних ідей радянської Росії.
Восени 1927 року 26 сімей Боровиці згуртувалися в ТСОЗ «Комунар». Головою обрали Г. К. Покрищенка. Майже водночас інші селяни організували другий ТСОЗ — «Більшовик». На базі ТСОЗів восени 1929 року виросли дві сільськогосподарські артілі — «Нове життя» і «Більшовик». Головами артілей стали Г. С. Супрун і П. Л. Захарченко.
У 1930-му році місцеві рибалки та рибалки навколишніх наддніпрянських сіл організували рибартіль, яку очолили Л. А. Півненко і Ф. К. Збаразький.
З 1935 року артіль «Більшовик» вийшла у передові. Тут набрало розвитку тваринництво, птахівництво і бджільництво.
Станом на 1940 рік в селі був клуб на 400 місць, двоповерхове приміщення середньої школи на 400 учнів, нове приміщення сільської ради та сільмаг.

##### Друга світова війна
З початком Другої світової війни понад 1200 селян Боровиці були мобілізовані до лав Червоної армії. Вже на п'ятий день війни героїчно загинув А. М. Дерев'янко при захисті Берестейської фортеці. Одна з вулиць села нині носить його ім'я.
10 серпня 1941 року село було окуповане німецькими військами. За зв'язок з партизанами нацисти розстріляли майже всіх активістів села, серед яких голови колгоспів Г. С. Супрун та П. К. Піступенко, голова сільради А. В. Шмигаль та багато інших. До Німеччини вивезено 129 юнаків і дівчат.
У роки війни в селі було зруйноване приміщення школи, сільради, поштового відділення, клубу. Загальна шкода за роки війни була оцінена у 6 млн карбованців.
14 грудня 1943 року село зайняли підрозділи Червоної армії.
300 жителів села відзначено бойовими нагородами. 396 загинули під час війни. На їх честь у селі встановлено обеліск Слави.

##### Післявоєнні часи

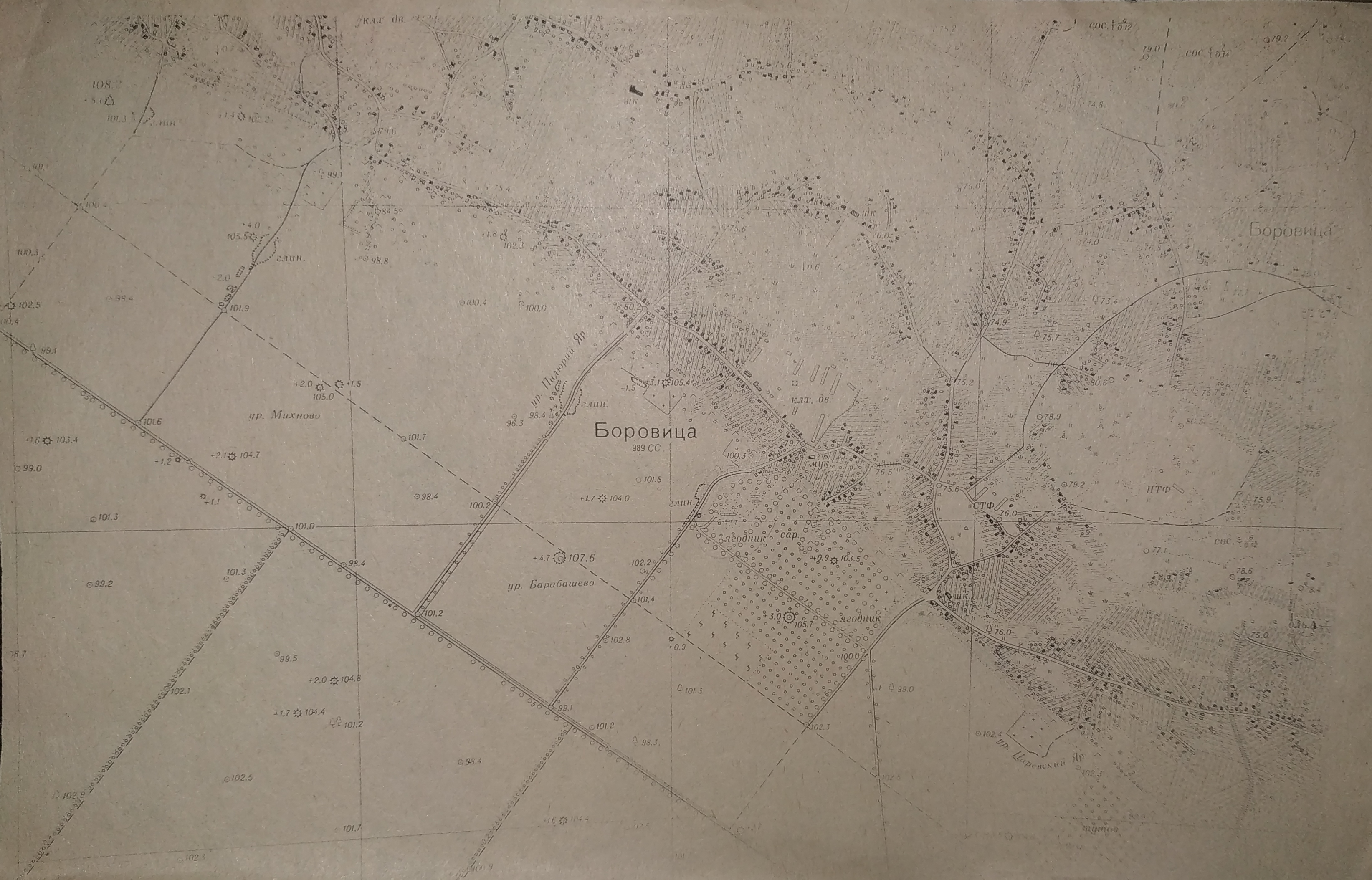
Старе село до затоплення, що знаходиться зараз під водою Кременчуцького водосховища.

З перших днів визволення села місцеві мешканці почали відбудовувати зруйноване війною господарство, а по закінченню війни у відбудову включилися демобілізовані солдати.
1951 року артілі «Більшовик» та «Комінтерн» злилися у колгосп «Дружба», який вирощував птицю та велику рогату худобу.
1959 року, у зв'язку з будівництвом Кременчуцької ГЕС, Боровицю перенесено за 2 км, на крутосхили Дніпра. На відміну від старої Боровиці, де забудова будинків була хаотичною, нове село мало прямі вулиці. Село було радіофіковане, мало водогін. Збудовано універмаг та магазини продовольчих, господарчих та культурних товарів. В селі працювала пошта, побутові майстерні.

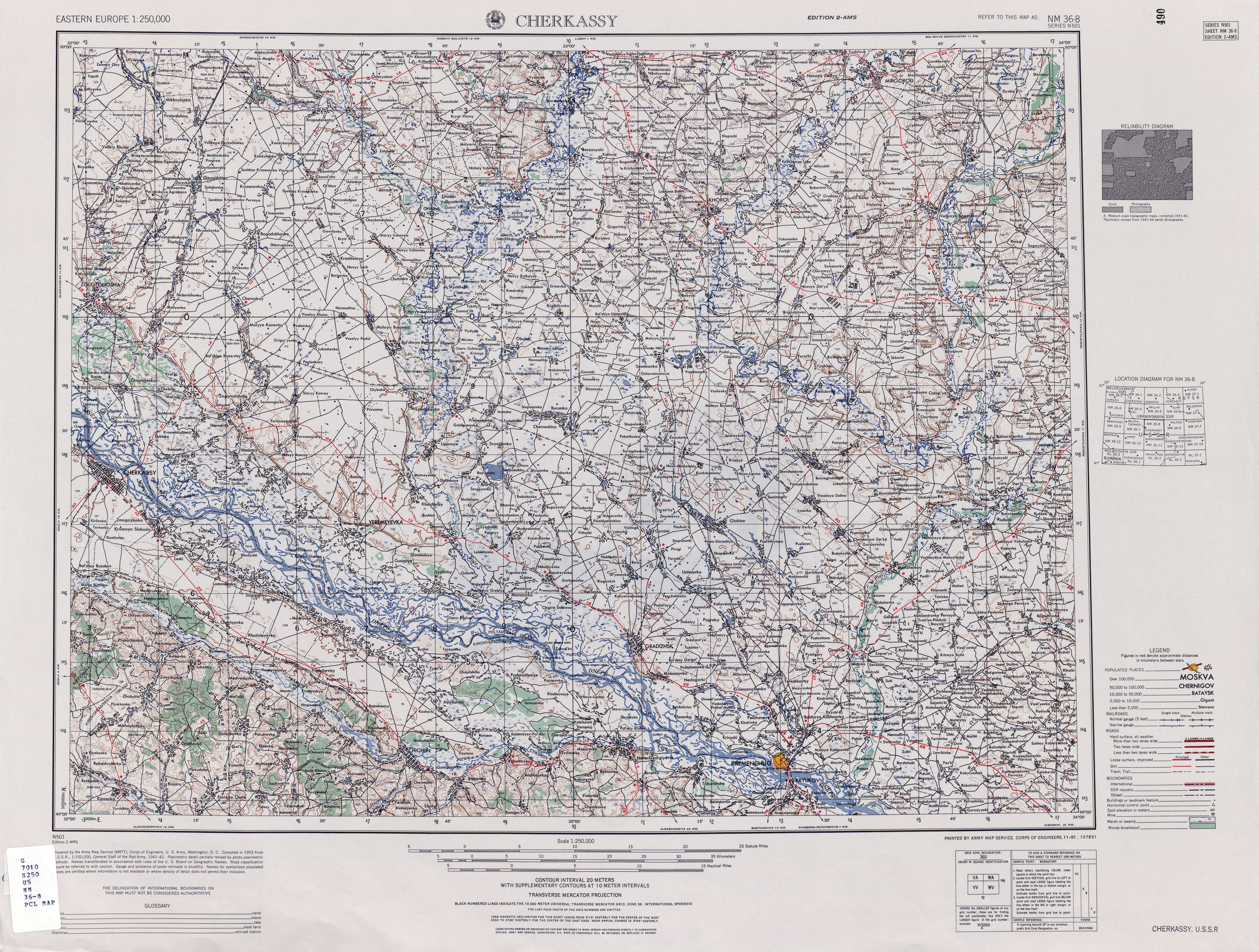
Розташування сіл до затоплення

При сільській школі, за сприяння директора Григорія Кириловича Міхненка, організовано хор та ансамбль бандуристів, що незмінно виступав на республіканських та обласних олімпіадах дитячої творчості. В 1966 році при школі відкрито філію Чигиринської музичної школи, де навчалися учні по класу скрипки, фортепіано, баяна, бандури і духових інструментів.
1967 року споруджено будинок культури з глядацьким залом на 740 місць, лекційним на 180 місць і читальним — на 80. При ньому працював лекторій, драматичний, хоровий та хореографічний гуртки, гурток художнього читання. Тут виступали Московський та Ленінградський пересувні цирки, Черкаський народний хор. Тричі на тиждень демонструвалися художні фільми.
При будинку культури діяла бібліотека, що налічувала близько 10 тисяч книг, проводилися читацькі конференції, тематичні вечори, працював лекторій.
В 1971 році в колгоспі збудовано насосну станцію та завершено спорудження зрошувальної системи. На той час колгосп мав — 32 трактори, 6 зернових і 4 силосозбиральних комбайни, 17 косарок та жниварок, 16 тракторних плугів, 27 сівалок, 28 культиваторів, 30 вантажних автомашин.

### Роки незалежної України
У 2008 році у селі Боровиця було демонтовано останній пам'ятник Леніну в Чигиринському районі.

## Відомі люди
- В. А. Шмиголь — працював головним агрономом місцевого господарства, нагороджений Орденом Леніна за високі врожаї кукурудзи і пшениці. У 1995 році йому присвоєно почесне звання «Заслужений працівник сільського господарства України»;
- І. І. Захарченко — садівник. Нагороджений Орденом Леніна. В 1980 році за високі врожаї в садівництві йому присвоєно Державну премію СРСР, а в 1987 році — Державну премію УРСР;
- Супрун Василь Іванович — керівник художньо-самодіяльного ансамблю «Нива». У 1988 році наказом Міністерства освіти і науки УРСР удостоєний звання «Відмінник народної освіти», а у 1995 році йому присвоєно звання «Заслужений працівник культури України»;
- Міхненко Григорій Кирилович — Герой Соціалістичної Праці, заслужений вчитель УРСР;
- Віталій Чигирин — письменник, доктор історичних наук, професор Київського національного університету ім. Тараса Шевченка.
- Цибенко Костянтин Остапович — Герой Соціалістичної Праці.
- Федченко Феодосій Михайлович — український та російський метролог і винахідник;
- Шевченко Іван Іванович — український партійний діяч, історик Комуністичної партії.
- Щириця Яків Опанасович (1887—1929) — учасник українського визвольного руху.

## Галерея

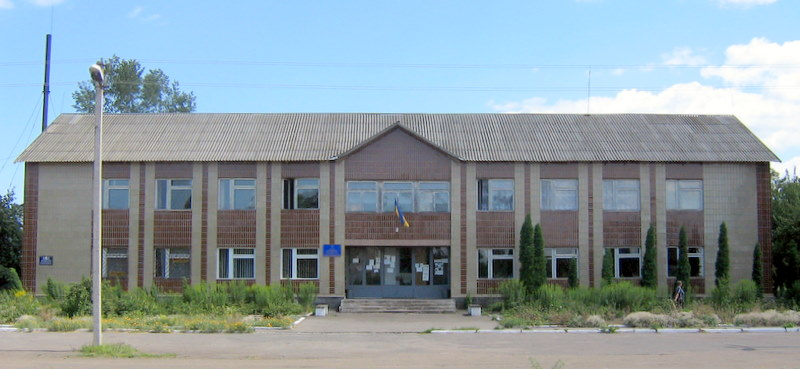
Сільська рада
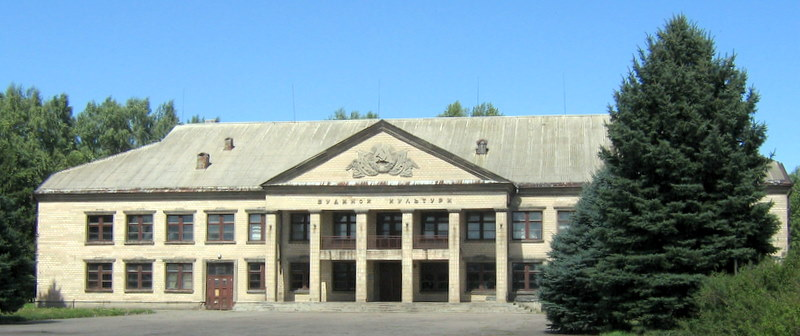
Будинок культури
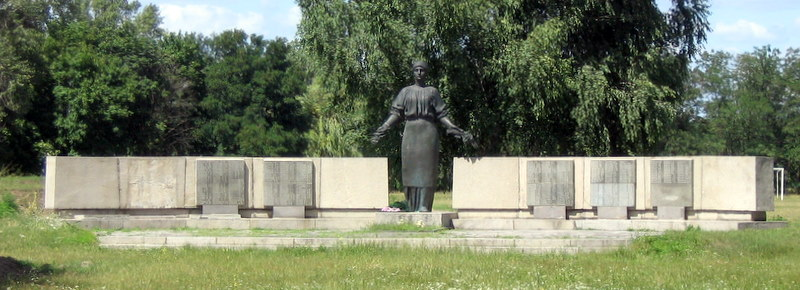
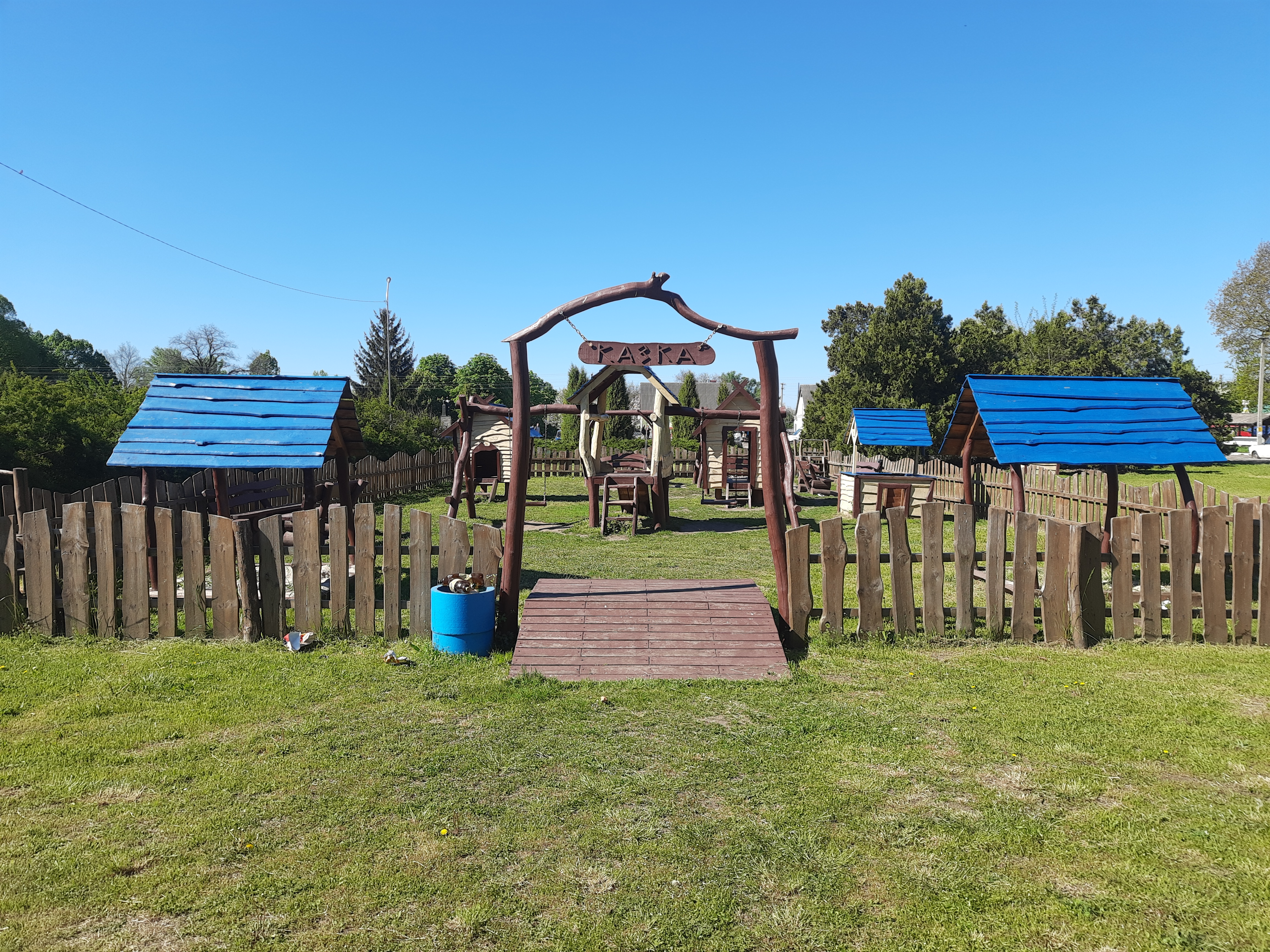
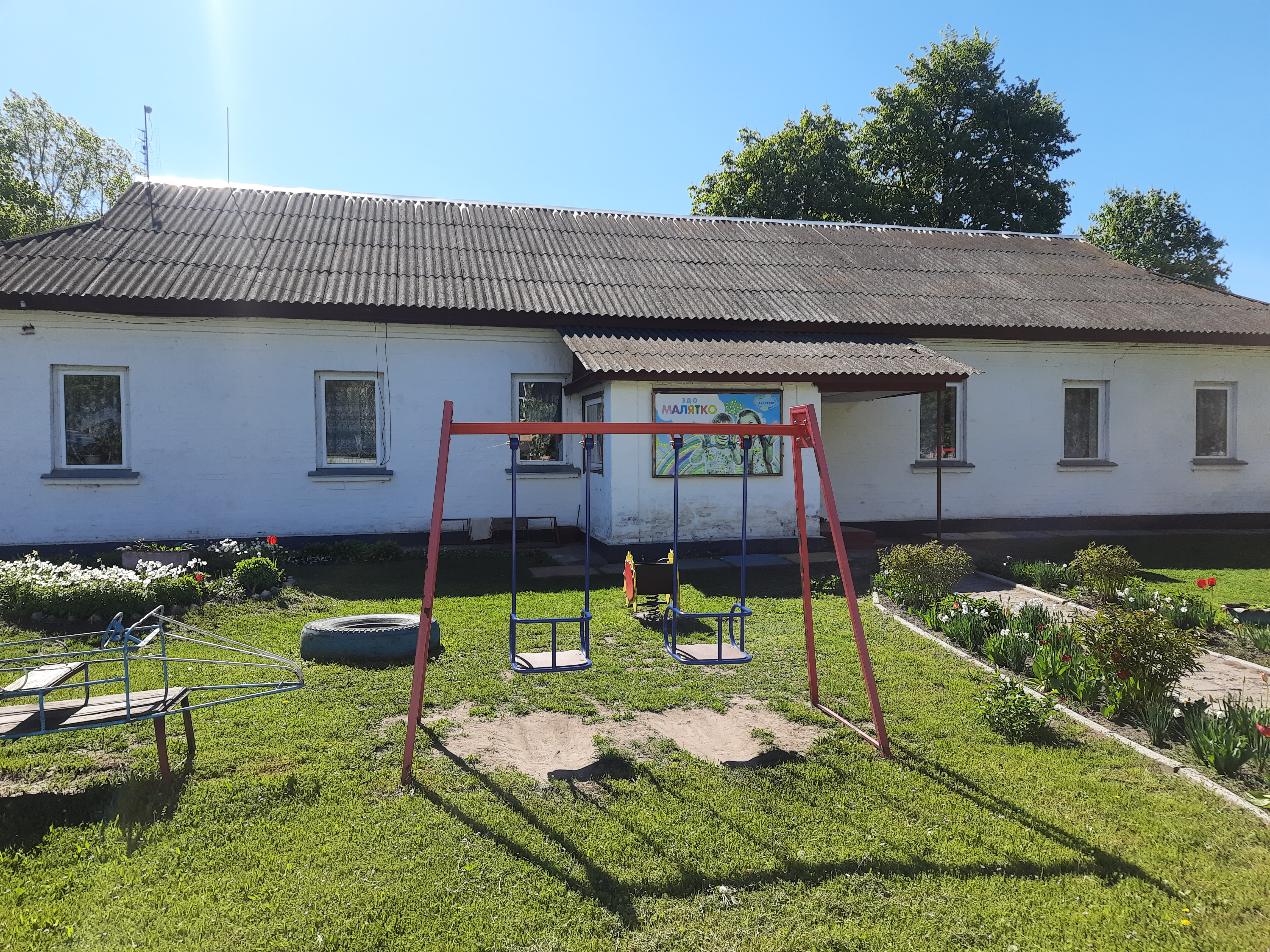
Дитячий садок
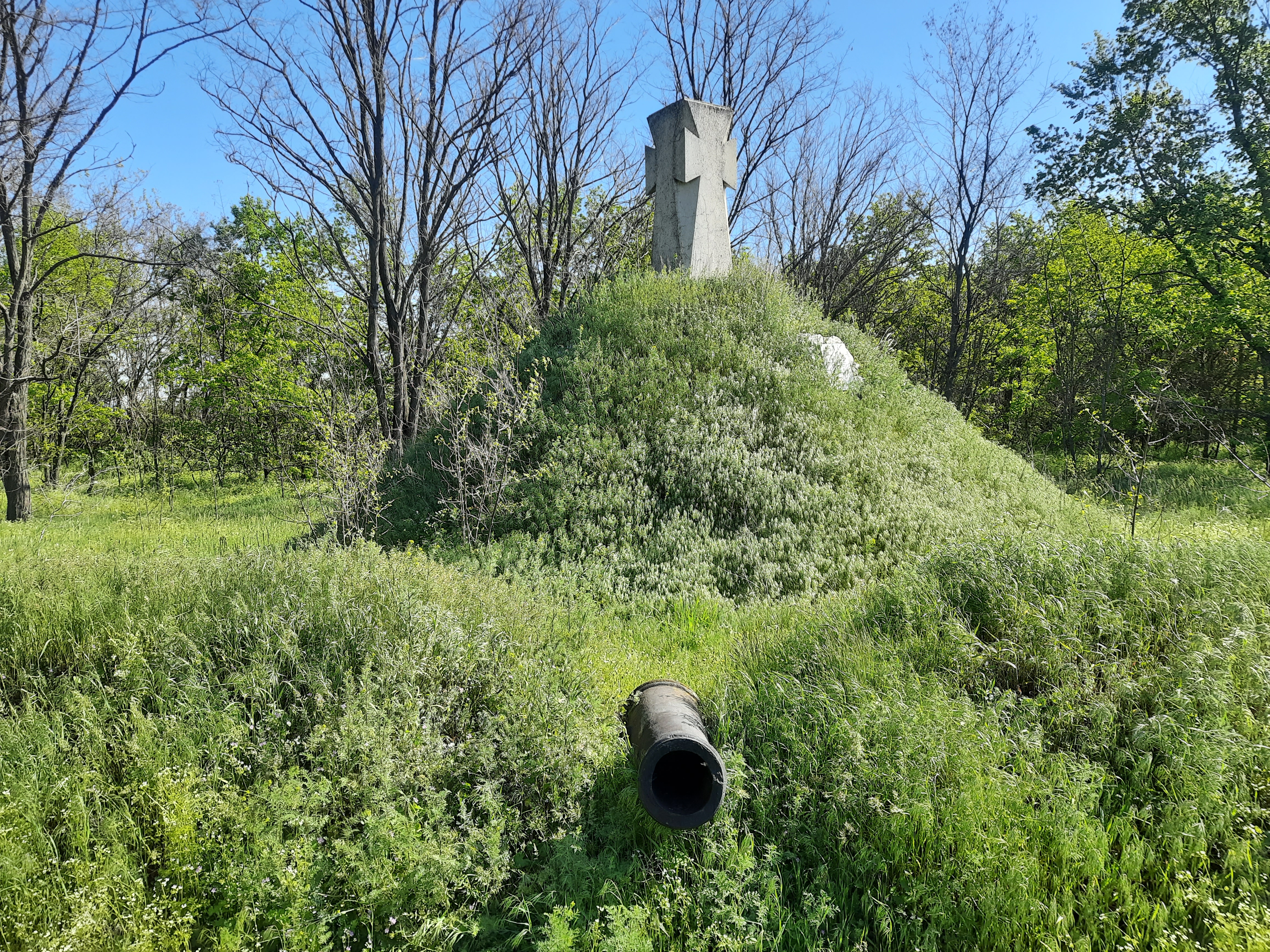
Пам'ятний знак на місці загибелі Павла Бута (Павлюка) в 1637 р.

### Публікації
- Лебедь І. «Реформатори» ледь не зрубали боровицький сад: [Село Боровиця сьогодні] // Нова доба. — 2000. — 18 лип. — С. 4-5.